# Schlacht von Hysiai (669/668 v. Chr.)
Die Schlacht von Hysiai fand 669/668 v. Chr. zwischen Sparta und Argos statt.
Pausanias berichtet, dass die Schlacht in dem Jahr stattfand, als Peisistratos Archon Eponymos von Athen war. Dies war das vierte Jahr der 27. Olympiade, als der Athener Eurybotos im Stadionlauf gewann – also im Jahre 669/668 v. Chr. Die gefallenen Argiver wurden in einem Polyandron (Massengrab) bei Kenchreai bestattet.
Nach Eusebius von Caesarea soll Sparta 719/718 v. Chr. die Thyreatis erobert haben. Der nächste logische Schritt war dann, den wichtigen Pass bei Hysiai in Besitz zu nehmen. Dies wurde jedoch von Argos erfolgreich verhindert. Es war eine herbe Niederlage für Sparta und es dauerte einige Zeit, bis es sich davon wieder erholt hatte.
Dass Argos von Pheidon in den Krieg geführt wurde, wurde nicht überliefert, aber man schließt es aus den verschiedenen Überlieferungen. So soll Pheidon die 8. Olympischen Spiele ausgerichtet haben. Man vermutet jedoch, dass die Zeitangabe fehlerhaft ist und ursprünglich die 28. Olympischen Spiele gemeint waren. Die Olympischen Spiele konnte Pheidon jedoch nur leiten, wenn er seine größten Widersacher – die Spartaner – entscheidend geschwächt hatte. Aus diesem Grund geht man davon aus, dass dies durch den Sieg in der Schlacht von Hysiai der Fall war.